# Ескуїнтла (департамент)
Ескуінтла (ісп. Escuintla) — один з 22 департаментів Гватемали. Адміністративний центр — місто Ескуїнтла. Департамент розташований у низовинних прибережних районах на півдні країни.

## Муніципалітети
Департамент поділяється на 13 муніципалітетів:
- Ескуїнтла
- Гуанагасапа
- Істапа
- Ла-Демокрасія
- Ла-Гомера
- Масагуа
- Нуева-Консепсьйон
- Палін
- Сан-Хосе
- Сан-Вісенте-Пакайя
- Санта-Лусія-Котсумалгуапа
- Сікінала
- Тікісате